# Coppa di Romania 2019-2020 (pallavolo maschile)
La Coppa di Romania 2019-2020 si è svolta dal 21 novembre al 22 dicembre 2019: al torneo hanno partecipato undici squadre di club rumene e la vittoria finale non è stata assegnata ad alcuna squadra a causa della sospensione della competizione a seguito della pandemia di COVID-19.

## Regolamento
Le squadre avrebbero dovuto disputare ottavi di finale, quarti di finale, semifinali e finale.
A seguito del diffondersi in Romania della pandemia di COVID-19 l'11 aprile 2020 il comitato direttivo della FRV ha decretato la chiusura anticipata della competizione senza assegnazione della coppa nazionale.

## Squadre partecipanti
| Squadra                 | Qualificazione                    |
| ----------------------- | --------------------------------- |
| Arcada Galați           | Divizia A1 2019-2020              |
| Baia Mare               | Divizia A1 2019-2020              |
| Câmpia Turzii           | Divizia A1 2019-2020              |
| Dinamo Bucarest         | Divizia A1 2019-2020              |
| Gloria Buzău            | Divizia A1 2019-2020              |
| Steaua Bucarest         | Divizia A2 2019-2020 (girone est) |
| Unirea Dej              | Divizia A1 2019-2020              |
| Universitatea Cluj      | Divizia A1 2019-2020              |
| Universitatea Craiova   | Divizia A1 2019-2020              |
| Universitatea Timișoara | Divizia A1 2019-2020              |
| Zalău                   | Divizia A1 2019-2020              |

## Torneo

### Tabellone
|  | Ottavi di finale   | Ottavi di finale |  |  | Quarti di finale        | Quarti di finale |  |   | Semifinali | Semifinali |  |   | Finale | Finale |
|  |                    |                  |  |  |                         |                  |  |   |            |            |  |   |        |        |
|  |                    |                  |  |  | Universitatea Craiova   | 3                |  |   |            |            |  |   |        |        |
|  |                    |                  |  |  | Universitatea Craiova   | 3                |  |   |            |            |  |   |        |        |
|  | Gloria Buzău       | 3                |  |  | Gloria Buzău            | 0                |  |   |            |            |  |   |        |        |
|  | Gloria Buzău       | 3                |  |  | Gloria Buzău            | 0                |  |   |            |            |  |   |        |        |
|  | Câmpia Turzii      | 0                |  |  |                         |                  |  | - | -          |            |  |   |        |        |
|  | Câmpia Turzii      | 0                |  |  |                         |                  |  | - | -          |            |  |   |        |        |
|  | Steaua Bucarest    | 3                |  |  |                         |                  |  |   | -          | -          |  |   |        |        |
|  | Steaua Bucarest    | 3                |  |  |                         |                  |  |   | -          | -          |  |   |        |        |
|  | Baia Mare          | 1                |  |  | Steaua Bucarest         | 0                |  |   |            |            |  |   |        |        |
|  | Baia Mare          | 1                |  |  |                         | 0                |  |   |            |            |  |   |        |        |
|  |                    |                  |  |  | Zalău                   | 3                |  |   |            |            |  |   |        |        |
|  |                    |                  |  |  | Zalău                   | 3                |  |   |            |            |  |   |        |        |
|  |                    |                  |  |  |                         |                  |  |   |            |            |  | - | -      |        |
|  |                    |                  |  |  |                         |                  |  |   |            |            |  | - | -      |        |
|  |                    |                  |  |  |                         |                  |  |   |            |            |  |   | -      | -      |
|  |                    |                  |  |  |                         |                  |  |   |            |            |  |   | -      | -      |
|  |                    |                  |  |  | Universitatea Timișoara | 0                |  |   |            |            |  |   |        |        |
|  |                    |                  |  |  | Universitatea Timișoara | 0                |  |   |            |            |  |   |        |        |
|  |                    |                  |  |  | Dinamo Bucarest         | 3                |  |   |            |            |  |   |        |        |
|  |                    |                  |  |  | Dinamo Bucarest         | 3                |  |   |            |            |  |   |        |        |
|  |                    |                  |  |  |                         |                  |  | - | -          |            |  |   |        |        |
|  |                    |                  |  |  |                         |                  |  | - | -          |            |  |   |        |        |
|  | Unirea Dej         | 3                |  |  |                         |                  |  |   | -          | -          |  |   |        |        |
|  | Unirea Dej         | 3                |  |  |                         |                  |  |   | -          | -          |  |   |        |        |
|  | Universitatea Cluj | 2                |  |  | Unirea Dej              | 0                |  |   |            |            |  |   |        |        |
|  | Universitatea Cluj | 2                |  |  | Unirea Dej              | 0                |  |   |            |            |  |   |        |        |
|  |                    |                  |  |  | Arcada Galați           | 3                |  |   |            |            |  |   |        |        |
|  |                    |                  |  |  | Arcada Galați           | 3                |  |   |            |            |  |   |        |        |

### Risultati

#### Ottavi di finale
| 21 novembre 2019 Sala Mihai Viteazu, Bucarest Durata: ? - Spettatori: ?          | Steaua Bucarest | 3 - 1 | Baia Mare          | 25-19, 25-22, 23-25, 25-21        |
| 22 novembre 2019 Sala Sporturilor, Dej Durata: ? - Spettatori: ?                 | Unirea Dej      | 3 - 2 | Universitatea Cluj | 21-25, 18-25, 25-23, 25-20, 16-14 |
| 24 novembre 2019 Sala Sporturilor Romeo Iamandi, Buzău Durata: ? - Spettatori: ? | Gloria Buzău    | 3 - 0 | Câmpia Turzii      | 25-17, 25-19, 25-20               |

#### Quarti di finale
| 21 dicembre 2019 Sala Polivalentă, Craiova Durata: ? - Spettatori: ?          | Universitatea Craiova   | 3 - 0 | Gloria Buzău    | 25-16, 25-12, 25-23 |
| 22 dicembre 2019 Sala Mihai Viteazu, Bucarest Durata: ? - Spettatori: ?       | Steaua Bucarest         | 0 - 3 | Zalău           | 19-25, 18-25, 22-25 |
| 1º dicembre 2019 Sala de Sport UVT Oituz, Timișoara Durata: ? - Spettatori: ? | Universitatea Timișoara | 0 - 3 | Dinamo Bucarest | 14-25, 17-25, 19-25 |
| 21 dicembre 2019 Sala Sporturilor, Dej Durata: ? - Spettatori: ?              | Unirea Dej              | 0 - 3 | Arcada Galați   | 18-25, 21-25, 15-25 |

#### Semifinali
| - Sede non definita Durata: 0 - Spettatori: 0 | - | - | - | annullata |
| - Sede non definita Durata: 0 - Spettatori: 0 | - | - | - | annullata |

#### Finale
| - Sede non definita Durata: 0 - Spettatori: 0 | - | - | - | annullata |